# Gejiu
Gejiu léase en chino: Ke-Chiú, lit. 'Ge4jiu4.ogg' (en chino 个旧市;pinyin,Gèjiù shì,literalmente una vieja ciudad, anteriormente conocida como Kotchiu) es un municipio y la capital de la ciudad autónoma de Honghe en la provincia de Yunnan, República Popular China. Cuenta con 136.000 habitantes (en el puesto quinto en la ciudad más grande de Yunnan). Es el sitio de los depósitos del país más grande de estaño y su principal industria y economía son las minas de hierro y carbón.

## Geografía
Gejiu se encuentra en la cima de una montaña al norte del río Rojo, que corre desde el Tíbet a Vietnam. Limita al norte con Yuxi, al sur con sur Vietnam, al oeste con Yuanyang y al este con Mengzi.
La ciudad está situada en una depresión como un cráter, alrededor de un lago en la cima de una montaña. La carretera principal entra a la ciudad desde el norte. Al este y al oeste existen Barrancos grandes. Los del oeste son demasiado empinadaos para hacer carreteras y peligroso para construir casas, aunque barrios de estrato bajo existen allí.

## Historia
A finales del siglo XVII y 18, la minería en Yunnan estaba en auge, pero la minería de estaño en Gejiu no se desarrolló hasta la segunda mitad del siglo XVIII.
En la década de 1880 la ciudad creó el condao Mengzi, a unos 30 km al este.
Gejiu sólo comenzó a desarrollarse después de que los franceses conectaron con ferrocarril la meseta de Yunnan con Vietnam. Después de la Revolución de 1911 se desarrolló aún más debido a su ubicación en las montañas, rodeada de abundantes reservas de estaño.
Uno de los objetivos principales en la construcción del tren de fabricación francesa desde Hải Phòng a Kunming, terminado en 1910, estaba al servicio de las minas. Una vía se construyó a partir de Gejiu entre 1915 y 1928. Durante los últimos años de la Dinastía Qing, las minas fueron organizadas por los chinos en propiedad de la empresa Gejiu estaño, pero la empresa era deficiente de capital, con tecnología y de capital privado fue mejorando poco a poco. Gracias al estaño en 1930 Gejiu representaba el 80 por ciento del tráfico de exportación en ferrocarril. la producción de estaño se dice que llegó a 10 000 toneladas en 1938.
Después de 1949 la empresa pasó al estado de Yunnan con Tin Mining Corporation,y en 1955 había alcanzado y superado las cifras de producción. Además de las minas de estaño, que sigue siendo el principal producto, Gejiu se ha convertido en un importante productor de plomo, y una floreciente industria metalúrgica se ha desarrollado. los productos de estaño en Gejiu son muy aclamados en China. La fundición de carbón se suministra a la ciudad desde Kaiyuan al norte, situada en la línea del ferrocarril de Kunming. 
La ciudad rodea un lago que, sin embargo, no se formó de manera natural. Posiblemente lo formó cuando un accidente minero ocurrió en algún momento de la década de 1950, cuando el agua brotó a través de las minas que llevan a las aguas subterráneas saliendo a la superficie, lo que inundó una gran parte del estrecho valle que en la ciudad se encuentra. Este accidente pudo haber resultado ser una bendición disfrazada para Gejiu, ya que proporciona un bien justo al lago en el centro de la ciudad. Un lugar de montaña se hizo más estrecho después del accidente. Más tarde, la zona adyacente al lago por las inundaciones causadas se convirtió en un parque. Hoy la ciudad está protegida de inundaciones.
Hoy Gejiúu es una próspera ciudad relativamente moderna, con edificios altos y con una alta economía.